# يوهي نيشيمورا
يوهي نيشيمورا (باليابانية: 西村 洋平) (1 يونيو 1993 في هيوغو في اليابان – )؛ هو لاعب كرة قدم ياباني سابق كان يلعب كمدافع.

## وصلات خارجية
- يوهي نيشيمورا على موقع رابطة كرة القدم اليابانية للمحترفين (اليابانية)
- يوهي نيشيمورا على موقع Soccerway.com (الإنجليزية)